# 世界奇幻奖
世界奇幻奖（英語：World Fantasy Awards）是奇幻文学界最重要的奖项。它创立于1975年，该奖由世界奇幻小说协会提名，由在奇幻文学和艺术方面有很高成就的专家组成评审团进行评选，每年举行一次，以奖励在奇幻领域做出突出贡献的人士。
世界奇幻奖通常在10月底世界奇幻大会上颁发，举办地点每年不同。奖项设置包括最佳长篇小说奖（Novel）、最佳中篇小说奖（Novella）、最佳短篇小说奖（Short Fiction）、最佳文集奖（Anthology）、最佳个人文集（Collection）、最佳奇幻艺术家（Artist）和特别贡献奖：包括职业人士（Special Award, Professional）、非职业人士（Special Award, Non-Professional）以及终身成就奖（Life Achievement）。

## 評選
世界奇幻奖的评选方式是世界奇幻小说协会通过投票方式在每个项目中选出2名候选者，评审团在每个项目可再加入几个候选者，这样就有了一个候选名单，最后评审团从名单中评选出获奖者。由于评委是优秀的专业人士，所以该奖具有一定的权威性。

## 獎盃
世界奇幻奖的奖杯是一尊已故著名美國恐怖，科幻與奇幻小說作家H. P. 洛夫克拉伏特的半身像。
2016年改成一輪由枯樹支撐的圓月。

## 外部連結
- 世界奇幻獎歷屆得獎名單

1. ↑  Flood, Alison. . The Guardian. 2015-11-09  [2015-11-20]. （原始内容存档于2015-11-18）.
2. ↑  Flood, Alison. . The Guardian. 2015-11-11  [2015-12-03]. （原始内容存档于2015-11-30）.